# Móka színjátszó csoport
Móka Színjátszó Csoport az erdélyi Érmihályfalván alakult 2000-ben.

## Története
Az érmihályfalvi Móka színjátszó csoportot egy lelkes, színházat és színjátszást kedvelő csoport alapította 2000. december 15-én, Szabó János kezdeményezésére.
Az első bemutatóra 2001 májusában került sor, Szigligeti Ede „A cigány” című népszínművel.
Azóta a csoport tevékenyen részt vesz a város művelődési életében. Évente 6-7 előadást tartanak hazai színpadon, 2-3 bemutatóval.
Szívesen vendégszerepelnek más helyiségekben, úgy a megye határain belül, mint azon kívül.
Többször  tettek eleget külföldi meghívásoknak is. A Mókában az elmúlt években kb. 40 fő lépett színpadra.
A csoport eddigi legnagyobb létszámú szereposztása 22 személyes  volt, Móricz Zsigmond "Úri muri" című színművében. A csoport tagjai csekély kivétellel felnőttek, 21 és 60 év közöttiek. Pedagógusok, közalkalmazottak, vállalkozók, kisiparosok.
Egész estés előadásaikban olyan szerzők művei szerepelnek, mint Szigligeti Ede, Móricz Zsigmond, Rejtő Jenő, Csokonai Vitéz Mihály, Csiky Gergely, Bródy Sándor, valamint a magyar költészet nagyjainak verseiből összeállított irodalmi estek. Emellett a csoport tagjai is szívesen írnak színpadi jeleneteket, különösen a komédia műfajában. Az elmúlt években több ismert  műfaj paródiája is műsorra került. Úgy, mint az Addams Family, vagy a Magyarországon közismert Balázs Show. 
A csoport létszáma nem állandó, viszont néhány személy a társaság oszlopos tagjának tekinthető, ugyanakkor  frissebb tagjai lelkesedése és tehetsége sem vonható kétségbe.
Az elmúlt 10 év során a csoportot a színházi múlttal is rendelkező Szabó János vezette. A Móka több díjjal is büszkélkedhet, melyeket különböző versenyeken és fesztiválokon szerzett.
2001-ben az Erdélyi Színjátszó Fesztiválon a csoport második helyezést ért el. Itt B. Vadász Mónika megkapta a legjobb női alakítás díját.
2007-ben A magyar kultúra napja alkalmából Nagyváradon a Móka megkapta A Magyar Kultúráért díjat.
2008-ban Hajdúnánáson a II. Premier Színjátszó Találkozón a csoportot Közönség díjjal jutalmazták, valamint B. Vadász Mónika itt is a legjobb női alakításért kapott díjat, Kacsó Létai Imre pedig a legjobb karakterszínésznek bizonyult.
Az elmúlt években Érmihályfalván is számos díj, emléklap és plakett illette a Mókát. Itt megemlítendő, hogy a helyi önkormányzat által rendezett Pódium Gálán szinte minden évben kitüntették a csoportot a város kulturális életében való részvételéért.
Elérhetőség: http://www.mokaszinhaz.tk Archiválva 2018. augusztus 9-i dátummal a Wayback Machine-ben